# وليام هوب (مصور)
وليام هوب (بالإنجليزية: William Hope)‏ (و. 1863 – 1933 م) هو مصور بريطاني، توفي عن عمر يناهز 70 عاماً.